# محمدحسین موسوی
محمدحسین موسوی امین سیاست‌مدار ایرانی بود، که در  دوره بیستم  به عنوان نماینده تبریز و  دوره بیست و چهارم  به‌عنوان نماینده هشترود در مجلس شورای ملی حضور داشت.

## زندگی
محمد حسین موسوی به سال ۱۲۹۸ در یک خانواده روحانی در شهر تبریز به دنیا آمد.
تحصیلات دبستانی و دبیرستانی را در تبریز به پایان رساند. سپس برای ادامه تحصیل به تهران رفته و در دانشکده حقوق مشغول به تحصیل شد.
پس از چندی جهت گذراندن دوره دکترا به پاریس رفت و در دانشکده حقوق آن شهر که یکی از بهترین دانشکده‌های حقوق آن زمان بود شروع به تحصیل نمود، تا موفق به دریافت دیپلم دکترای حقوق از همان دانشکده شد.
پس از بازگشت به ایران، همزمان با کار قضاوت در دیوان کیفر، دادستانی شهرستان، وکالت دادگستری، مستشاری استان مرکز تهران و تدریس دانشگاهی به فعالیت‌های سیاسی و مطبوعاتی پرداخت. در احزاب «مردم» و رستاخیز قائم مقام هر دو حزب شد. مدتی نیز مدیر و صاحب امتیاز روز نامه «مردم» ارگان حزب «مردم» بوده و سه دوره نمایندگی مجلس شواری ملی از شهرستان هشترود و یک دوره سناتور استان آذربایجان
شرقی بود.
با رویداد انقلاب اسلامی نا گزیر از ترک وطن گشته، در فرانسه اقامت گزیده، پروانه وکالت دادگستری از کانون وکلای فرانسه دریافت داشته و به کار وکالت دادگستری و همزمان به فعالیت‌های سیاسی و مطالعه تحریر و تألیف در رشته حقوقی، سیاسی و ترجمه پرداخت.
۱-دانشکده حقوق تهران، دانشکده حقوق پاریس، حزب مردم ایران، مجلس شورای ملی ایران، ۱۲ سال سه دوره
مجلس سنای ایران، حزب رستاخیز ایران، اسناد وزارت دادگستری، کانون وکلای فرانسه

## تالیفات
- حقوقی: وکیل دادگستری، مدافع حق و قانون، پاسدار آزادی.
- خاطرات: یاد مانده‌ها از بر باد رفته‌ها.
- ترجمه: نوشته‌های «آندره موروا» از فرانسه به فارسی